# Patrick Hemingway

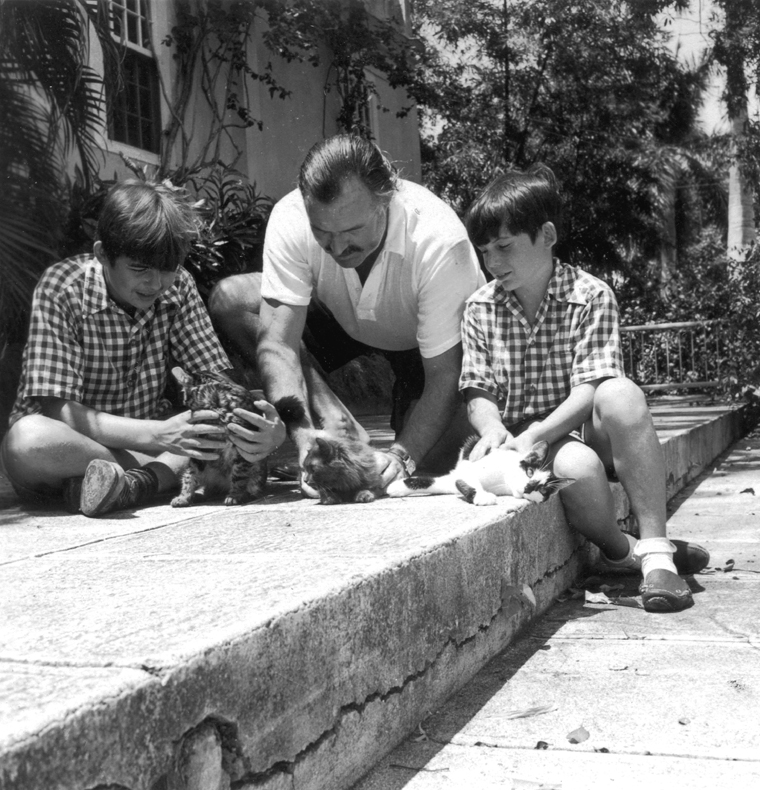
Patrick Hemingway (po lewej) z ojcem i bratem i Gregorym

Patrick Miller Hemingway (ur. 28 czerwca 1928 w Kansas City) – amerykański pisarz i podróżnik.
Jest drugim synem noblisty w dziedzinie literatury, Ernesta Hemingwaya oraz pierwszym z jego drugą żoną Pauline Pfeiffer. Jako dorosły człowiek często przebywał we Wschodniej Afryce. W 1998 roku napisał na podstawie rękopisu swojego ojca powieść To co prawdziwe o świcie, wydaną w rok później.